# Plava vlasulja
Plava vlasulja (lat. Festuca glauca), vrsta ukrasne trave plavo–sive boje. Autohtona je u sjeveroistočnoj Španjolskoj, sjeverozapadnoj Italiji, jugu Francuske i Švicarskoj. Pripada rodu vlasulja, podtribus Loliinae. 
Trajnica koja se uzgaja se po baštama. Od kraja svibnja kad počne cvast naraste do 20 cm visine. 